# Andres Levin
Andres Levin (Caracas, ...) è un produttore discografico e chitarrista statunitense di origini venezuelane.

## Biografia
Vincitore di un Grammy Award nel 2009 per la produzione di In the Heights Cast Recording e nominato più volte ai Grammy Award con il suo gruppo musicale latino Yerba Buena, fondato con la cantante cubana Cucu Diamantes. Oltre che con Yerba Buena e Cucu Diamantes, ha collaborato con Chaka Khan, John Legend, Natalie Merchant, David Byrne, D'Angelo, Caetano Veloso, Arto Lindsay, Chiara Civello. Levin è stato definito dal Los Angeles Times master-chef of urban fusion.

## Discografia

### Colonne sonore
- Chasing Papi (2002), brano Electric Boogaloo
- Honey (2003), brano Guajira (I Love U 2 Much)
- Una scatenata dozzina (2003), brano Guajira (I Love U 2 Much)
- Dirty Dancing 2 (2004), tre brani
- Borderland - Linea di confine (2007)
- Ladrón que Roba a Ladrón (2007)
- Amor Cronico (2012)
- Se Vende (2013)
- Bocaccerias Habaneras (2014)
- Spare Parts (2015)

### Musiche per la televisione
- E.R. - Medici in prima linea (2003)
- Entourage (2004)
- South Beach (2006)
- Heroes (2008)